# Fontcouverte (Charente Marittima)
Fontcouverte è un comune francese di 2 295 abitanti situato nel dipartimento della Charente Marittima nella regione della Nuova Aquitania.

## Società

### Evoluzione demografica
Abitanti censiti